# Damien Johnson
Damien Michael Johnson (født 18. november 1978 i Lisburn, Nordirland) er en nordirsk tidligere fodboldspiller (midtbane), der i perioden 1999-2010 spillede hele 59 kampe for Nordirlands landshold.
Johnson debuterede for landsholdet 29. maj 1999 i en venskabskamp mod Irland, mens hans sidste landskamp var en VM-kvalifikationskamp mod Tjekkiet 14. oktober 2009.
På klubplan spillede Johnson størstedelen af sin karriere i England, hvor han blandt andet i fem år var tilknyttet Blackburn, mens han i otte år repræsenterede Birmingham. I 2002 var han med til at vinde den engelske Football League Cup med Blackburn, omend han ikke var på banen i finalesejren over Tottenham. Han stoppede sin karriere i 2013 efter en enkelt sæson hos Fleetwood Town

## Titler
Football League Cup
- 2002 med Blackburn Rovers